# Chiết Tùng Nguyễn
Chiết Tùng Nguyễn (chữ Hán: 折從阮, 892 – 955), tên gốc là Tùng Viễn, tên tự Khả Cửu, người dân tộc Đảng Hạng Khương, tịch quán Vân Trung , là nhân vật đời Ngũ Đại trong lịch sử Trung Quốc. Ông phục vụ các chánh quyền Hậu Đường, Hậu Tấn, Hậu Hán và Hậu Chu, là người mở đầu cho hơn 200 năm nắm quyền tự trị Phủ Châu của gia tộc họ Chiết.

## Thân thế
Họ Chiết nhiều đời định cư ở Vân Trung , là họ lớn của dân tộc Đảng Hạng Khương .
Về nguồn gốc của họ Chiết, có 2 thuyết:
1. Hậu duệ của hoàng thất Bắc Ngụy [4].
2. Hậu duệ của Chiết Quật thị, dân tộc Tiên Ti, sau khi Bắc Ngụy Hiếu Văn đế tiến hành Hán hóa, giản hóa là Chiết thị [5].

Nhìn chung, cả hai thuyết trên thống nhất cho rằng họ Chiết có gốc gác Tiên Ti , dần dung nhập vào dân tộc Đảng Hạng Khương, về sau khởi nghiệp ở Vân Trung. Sử cũ không ghi nhận họ Chiết hay Chiết Quật có được nhân vật nào vinh hiển trong suốt đời Nam Bắc triều cho đến hậu kỳ đời Đường , mãi mới có ông nội của Tùng Nguyễn là Chiết Tông Bản nhân lúc loạn lạc giành được chức võ quan, cha của ông là Chiết Tự Luân nối tiếp, làm đến Lân Châu  thứ sử, gây dựng nền tảng vững chắc cho Tùng Nguyễn về sau.

## Cuộc đời
Tòng Nguyễn vốn có tên là Tùng Viễn, về sau phải kiêng húy Hậu Hán Cao Tổ Lưu Tri Viễn, nên đổi đi. Tùng Nguyễn tính ôn hậu, vừa trưởng thành thì cha mất, nhờ những hành vi trong thời gian giữ tang mà được khen là hiếu tử.
Lý Tự Nguyên mới đến Thái Nguyên nhằm coi giữ vùng Hà Sóc, cho rằng các bộ lạc Đại Bắc nhiều lần xâm phạm biên thùy, cất nhắc Tùng Viễn làm Hà Đông nha tướng, lĩnh chức Phủ Châu phó sứ . Trong niên hiệu Đồng Quang (923 – 926) thời Hậu Đường Trang Tông, được thụ chức Phủ Châu thứ sử. Đầu niên hiệu Trường Hưng (930 – 933) thời Hậu Đường Minh Tông, Tùng Viễn vào triều, được làm Đỗng tập biên sự, gia Kiểm hiệu Công bộ thượng thư, lại được thụ chức Phủ Châu thứ sử.
Hậu Tấn Cao Tổ Thạch Kính Đường chịu ơn Khiết Đan, đem 16 châu thuộc Vân Trung, Hà Tây đút cho họ, vì thế Tùng Viễn trở thành quan viên của Khiết Đan. Đến khi Khiết Đan muốn dời hết dân Hà Tây sang Liêu Đông, khiến lòng người rối loạn, Tùng Viễn dựa vào địa thế hiểm yếu mà kháng cự. Hậu Tấn Xuất Đế lên ngôi (942), gây đổ vỡ quan hệ với Khiết Đan, sai sứ đem chiếu sai Tùng Viễn ra quân. Mùa xuân năm sau (943), Tùng Viễn đưa quân thâm nhập biên giới, liên tiếp nhổ hơn 10 thành, bảo. Năm 944, Tùng Viễn được gia Kiểm hiệu Thái bảo, thăng làm Đoàn luyện sứ ở bản châu. Trong năm ấy, được kiêm lĩnh thứ sử Sóc Châu, An Bắc đô hộ, Chấn Vũ quân tiết độ sứ, Khiết Đan tây nam diện hành doanh mã bộ Đô ngu hầu.
Hậu Hán Cao Tổ Lưu Tri Viễn lên ngôi ở Tấn Dương, đưa quân nam hạ, Tùng Nguyễn quy thuận ông ta. Triều đình Hậu Hán nâng cấp Phủ Châu lên làm Vĩnh An quân, tách Thắng Châu thuộc Chấn Vũ quân cùng 5 trấn ven Hoàng Hà sáp nhập vào Vĩnh An quân; cho Tùng Nguyễn giữ chức Quang lộc đại phu, Kiểm hiệu Thái úy, Vĩnh An quân tiết độ sứ, Phủ, Thắng đẳng châu Quan sát xử trí đẳng sứ, còn ban danh hiệu Công thần. Năm 948, được gia Đặc tiến, Kiểm hiệu Thái sư. Mùa xuân năm sau (949), Tùng Nguyễn đưa cả họ vào chầu, Hậu Hán Ẩn Đế cho con trai ông là Chiết Đức Ỷ làm Phủ Châu đoàn luyện sứ, cho ông thụ chức Vũ Thắng tiết độ sứ.
Hậu Chu Thái Tổ Quách Uy lên ngôi (951), Tùng Nguyễn được gia Đồng bình chương sự, ngay sau đó dời đi trấn thủ Hoạt Châu – tức là Tuyên Nghĩa tiết độ sứ , rồi đổi đi Xiểm Châu – tức là Bảo Nghĩa tiết độ sứ . Mùa đông năm thứ 2 (952), được thụ Tĩnh Nan quân tiết độ sứ. Thế Tông Quách Vinh nối ngôi (954), lại được gia Kiêm thị trung; Tùng Nguyễn lấy cớ tuổi già, dâng chương xin được thay thế, Thế Tông đồng ý. Mùa đông năm 955, Tùng Nguyễn lên đường đi kinh sư Biện Lương, đến Lạc Dương thì mất, hưởng thọ 64 tuổi. Có chế tặng Trung thư lệnh.

## Đánh giá
Sử cũ chép: Tùng Nguyễn từ (Hậu) Tấn, (Hậu) Hán về sau, độc cứ Phủ Châu, chẹn giữ tây bắc, Trung Quốc cậy nhờ. 
Phủ Châu nằm kề với phủ Đại Đồng và Tây nam lộ chiêu thảo tư của Khiết Đan, lại bị Bắc Hán chia cắt với Trung Nguyên. Dù gặp nhiều trở ngại, Tòng Nguyễn vẫn duy trì quan hệ với Hậu Chu, nên nhận được đãi ngộ hậu hĩ.

## Gia đình
- Ông nội: Chiết Tông Bản, cuối đời Đường được làm Chấn Vũ (quân) Duyên Hà 5 trấn binh mã sứ.[13] Tông Bổn là người đầu tiên của họ Chiết bước vào quan trường; Chấn Vũ quân nằm trong phạm vi quản hạt của Tấn vương Lý Khắc Dụng, nên con cháu của Tông Bổn kế tục phục vụ Lý Tồn Úc, Lý Tự Nguyên.
- Cha: Chiết Tự Luân hay Chiết Tự Tộ [14], làm đến Lân Châu thứ sử, được tặng Thái tử Thái sư.[9] Tự Luân thăm viếng bệnh khổ, khuyến khích nông nghiệp, cai trị khoan dung, nên mọi người tranh nhau quy phụ,[15] làm nền tảng chính trị của Tùng Nguyễn về sau.
- Con trai: Chiết Đức Ỷ, tướng lĩnh Bắc Tống.

### Sử liệu chính
- TK1: Cựu Ngũ Đại sử quyển 125, Chu thư 16, liệt truyện 5 – Chiết Tùng Nguyễn truyện.
- TK2: Tân Ngũ Đại sử quyển 50, tạp truyện đệ 38 – Chiết Tùng Nguyễn truyện.

### Sử liệu bổ sung
- Phủ Cốc huyện chí, Nhà xuất bản Thượng Hải Cổ Tịch, 1/9/2014, ISBN 9787532553068 [16]
- Vương Sưởng (nhà Thanh), Kim thạch tụy biên.
- Lý Chi Nghi (nhà Tống), Cô Khê cư sĩ hậu tập.
- Khuyết danh, Tống hội yếu tập cảo.